# Chūō (Yamanashi)
Chūō (中央市, Chūō-shi) és una ciutat de la prefectura de Yamanashi, al Japó.
El 2015 tenia una població estimada de 31.172 habitants i una densitat de població de 983 habitants per km². L'àrea total és de 31.69 km².

## Geografia
Chūō està situada prop del centre geogràfic de l'altiplà de Kōfu del centre de la prefectura de Yamanashi; el terme chūō significa centre en japonès. La ciutat es troba localitzada entre els rius Fuefuki i Kamanashi, que conflueixen a l'extrem sud de la ciutat i esdevenen el riu Fuji.

### Municipalitats veïnes
- Prefectura de Yamanashi
  - Kōfu
  - Minami-Alps
  - Shōwa
  - Ichikawamisato

## Història
L'actual ciutat de Chūō fou establerta el 20 de febrer de 2006 com a resultat de la fusió dels pobles de Tamaho i Tatomi (del districte de Nakakoma), i la vila de Toyotomi (del districte de Higashiyatsushiro).

## Economia
L'economia de Chūō està dominada per l'agricultura; essent l'arròs, el blat i els tomàquets els productes principals.